# Gryllopsis longicauda
Gryllopsis longicauda är en insektsart som beskrevs av Lucien Chopard 1948. Gryllopsis longicauda ingår i släktet Gryllopsis och familjen syrsor. Inga underarter finns listade i Catalogue of Life.